# 溱州 (北魏)
溱州（しんしゅう）は、中国にかつて存在した州。
『隋書』地理志によれば南北朝時代、北魏により設置された。隋が成立すると582年（開皇2年）に廃止となり淮州に統合された。管轄の郡県に関しては不明である。